# Moulin à eau de Tirepeine

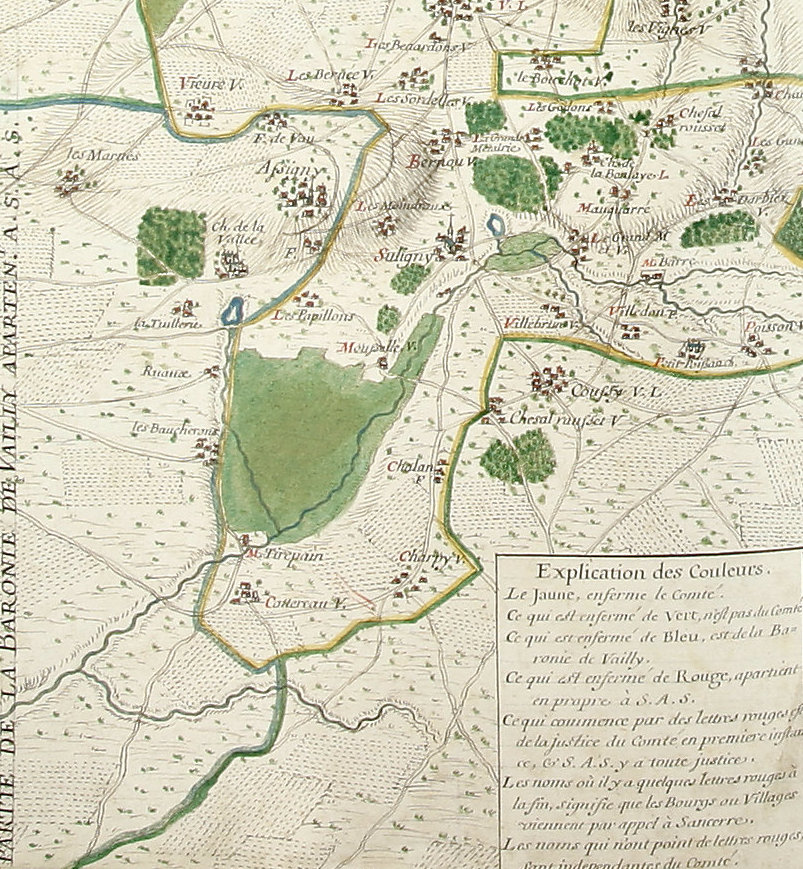
Plan du comté de Sancerre (1674).Château de Chantilly. Bibliothèque du Musée Condé MS1597.

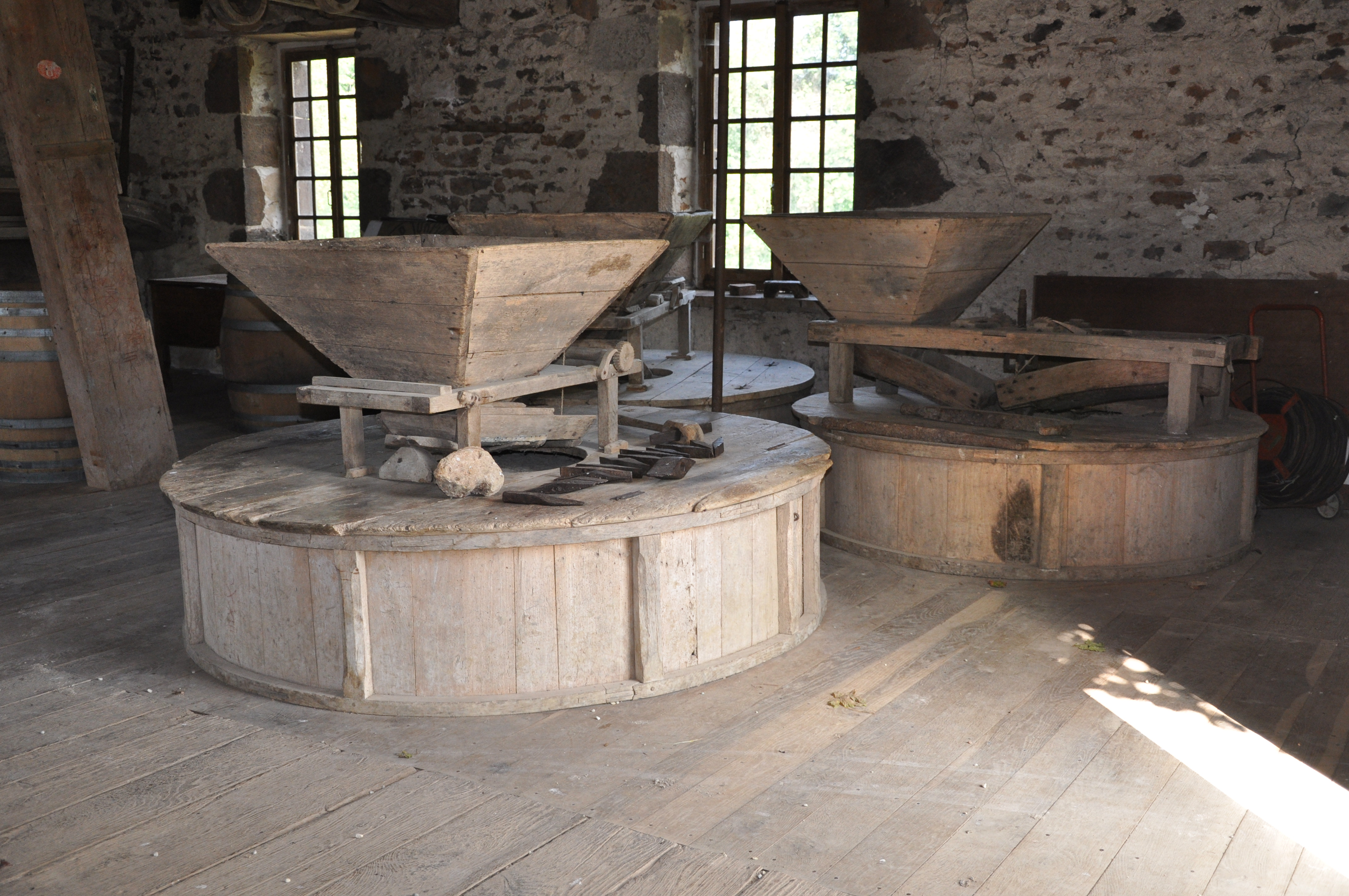
Au second niveau, de plain pied, la chambre des meules abrite 3 tournants.

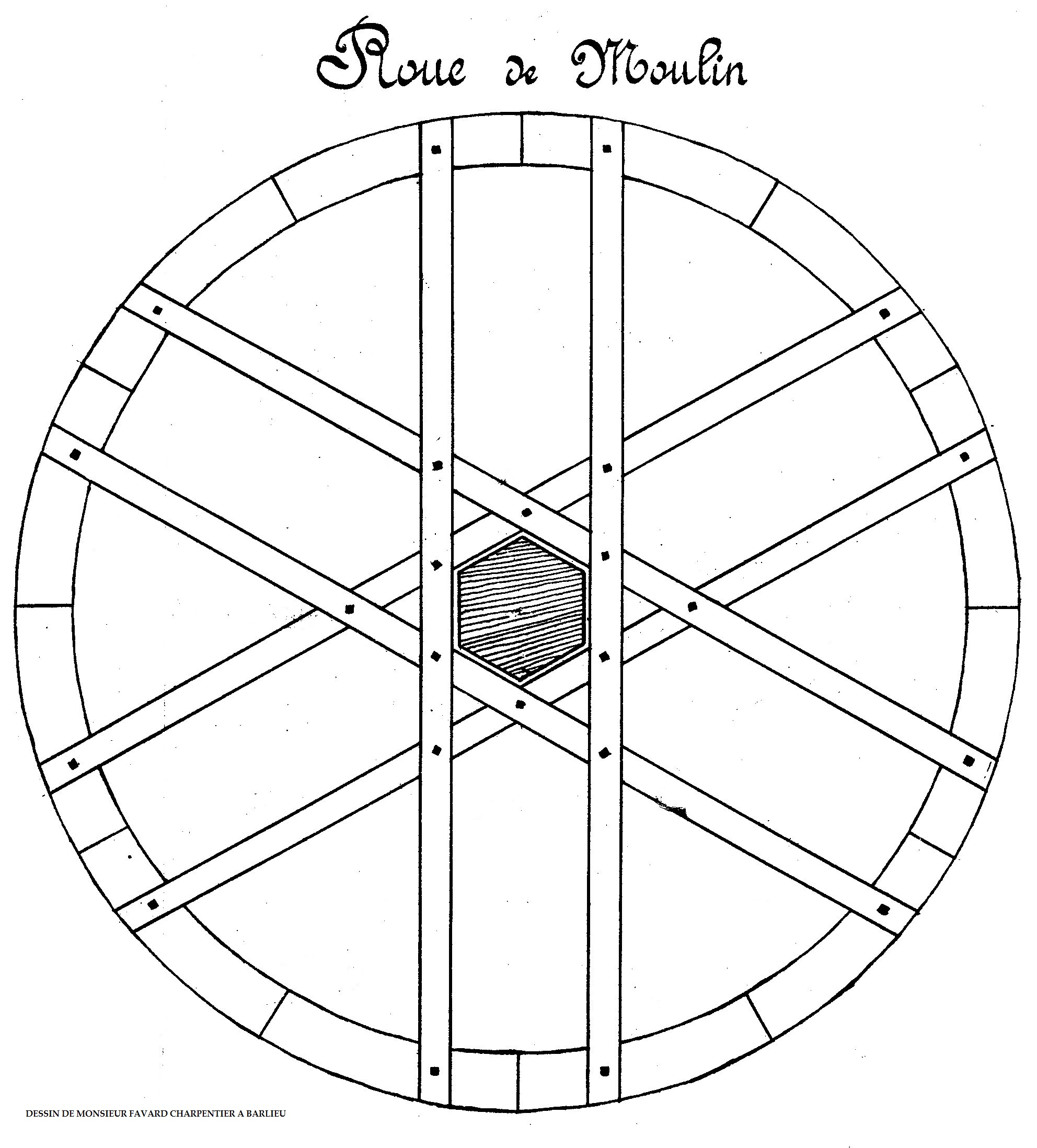
Roue du moulin de Tirepeine dessinée par M. Favard Charpentier vers 1932.

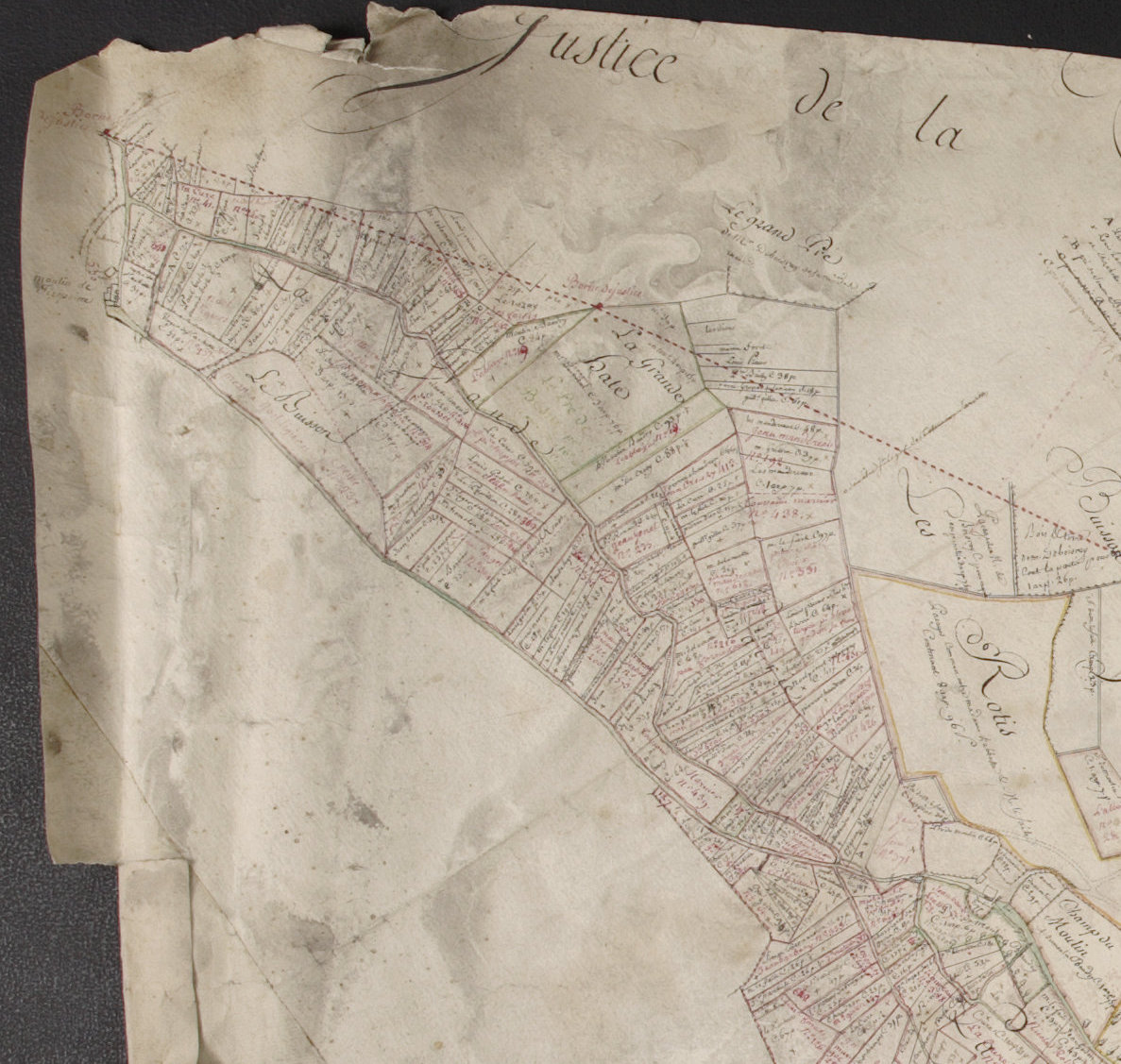
Extrait du Plan 1 du terrier de l'abbaye de St Laurent de Bourges.

Le Moulin à eau de Tirepeine est situé au nord du Cher, dans la petite région naturelle du Pays-Fort, sur la commune de Subligny.
Il est alimenté par la rivière Salereine, affluent de la Grande Sauldre.

## Histoire
Mentionné sous le nom de moulin de « Thirepoynne » dès avril 1425 dans un bail de 29 ans passé entre l'abbaye de Saint-Satur (propriétaire et certainement constructeur) et un meunier du nom de Jean Gontier, il était déjà moulin farinier. Il cesse l'activité meunière après la Seconde Guerre mondiale, l'électrification des campagnes ayant entraîné la fin de tous les petits moulins de la région.  
Il demeure quasi intact depuis... La roue, immobilisée, s'est lentement désagrégée mais le mécanisme, les tournants, les divers appareils et tout le système hydraulique en font un témoin remarquablement conservé de la meunerie préindustrielle. 

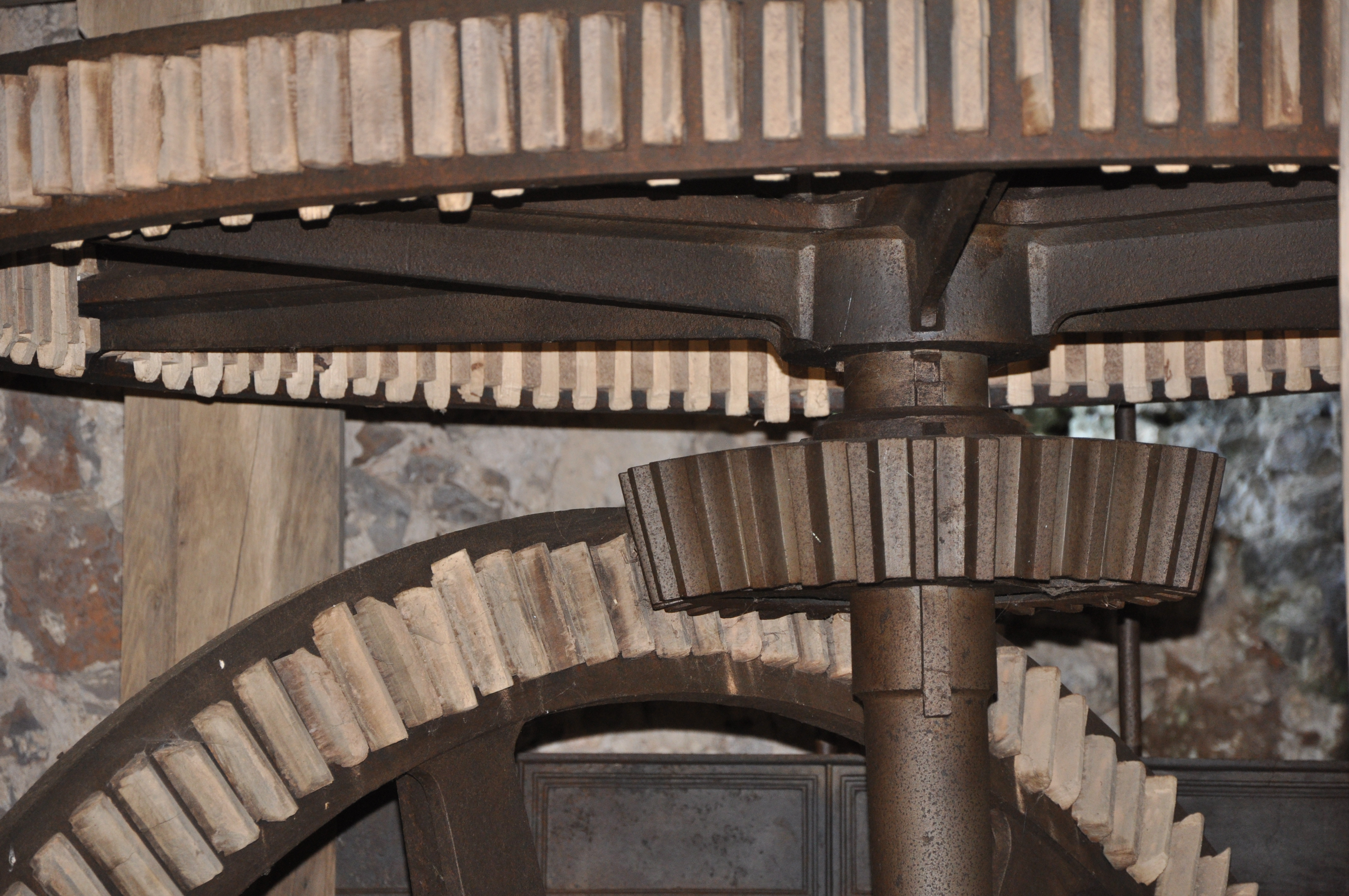
Détail du mécanisme installé en 1850.

Il est protégé au titre des monuments historiques depuis 2010.

## Description
Bâtiment sur 3 niveaux (chacun d'une surface d'environ 60 m2) inscrit dans un volume simple construit en grès ferrugineux et couvert de tuiles plates, il a conservé les traces des divers aménagements consécutifs à l'évolution de la meunerie pré-industrielle.
Le premier niveau - rez-de-chaussée - où se trouve l'actuel mécanisme installé en 1850 - semble dater du XVe siècle.
Le second - la chambre des meules - abrite 3 tournants, 2 pour la farine panifiable et le dernier pour la mouture destinée aux animaux.
Le troisième, le grenier, abrite la bluterie, appareil qui permettait de séparer les diverses parties de la mouture : farine, gruaux et semoulettes, son. 
Jusqu'au début des années 1770 le moulin ne comportait que 2 niveaux, un étage supplémentaire est créé sur cage par le Sieur Jean-Jacques Achet (fermier du domaine du Pezeau) propriétaire entre 1770 et 1790, afin de pouvoir installer une bluterie outil indispensable pour le passage de la mouture à la grosse à la mouture économique .
Lors de la dernière modernisation du moulin en 1850, les 2 roues (visibles sur le terrier de l'abbaye de St Laurent dessiné en 1790) sont remplacées par une unique roue qui entraine un mécanisme - système d'engrenages - en fonte. Ce système mécanique possède 2 fonctions :
- c'est un renvoi d'angle qui transforme le mouvement circulaire vertical de la roue hydraulique en un mouvement circulaire horizontal pour les meules .
- c'est un multiplicateur, dans le cas présent par 10, lorsque la roue effectue 8 tours par minute, les meules font 80 tours par minute. Cette vitesse étant théoriquement celle permettant la meilleure mouture.
Il s'agit d'un moulin type "à l'anglaise" car l'énergie développée par une seule roue met simultanément en mouvement l'ensemble des appareils nécessaires à l'opération de mouture : les meules, la vis d'Archimède convoyant la mouture, l'élévateur à godets et le blutoir. La roue située façade orientale du bâtiment est du type par-dessus. Une chute de 4m50 créée par un bief amont d'une longueur de 1000m environ permet d'amener l'eau sur une roue à augets de 3m60 de diamètre (actuellement ruinée), l'eau rejoint la rivière Salereine par un court bief aval.  
Le bâtiment du moulin est séparé du logis du meunier et de la grange écurie, l'ensemble étant réparti autour d'une cour ouverte.